# Дардан (скит)
Дардан дав.-гр. Δάρδανος — легендарний скитський правитель, батько Ідеї, другої дружини Фінея, короля Салмідесса у Тракії.
Сучасник аргонавтів. Король Фіней одружився з Ідеєю, донькою Дардана, правителя скитів. Після того, як Ідея неправдиво звинуватила синів Фінея від його першої дружини Клеопатри, Фіней звелів у покарання закувати їх в кайдани. Бореади звільнили синів Клеопатри, вбили Фінея, а Тракійський трон передали звільненим синам. 

Аргонавти переконали нових правителів не вбивати Ідею, а повернути її батькові. Коли Ідея повернулася в Скитію, король Дардан сам засудив дочку на смерть, і її стратили.
Батька Ідеї іноді плутали з Дарданом, який був сином Зевса ф Електри та предком троянців. Також є версія, що це був один і той самий Дардан.